# Velódromo de los Campos de Sports de Ñuñoa
El Velódromo de los Campos de Sports de Ñuñoa, también conocido como Velódromo de Ñuñoa o Velódromo nacional, fue un recinto deportivo inaugurado en octubre de 1927 en la comuna homónima de Santiago de Chile. El terreno del velódromo se emplazaba en la propiedad donada por el filántropo chileno José Domingo Cañas para el desarrollo del deporte, que pasó de manos del Arzobispado de Santiago a la Pontificia Universidad Católica, en representación del Club Deportivo Universidad Católica en su época amateur, y del CDUC actual a partir de 1937. En el velódromo se realizaron campeonatos oficiales de la Unión Ciclista de Chile, actualmente conocida como Federación Deportiva Nacional de Ciclismo, actividades de clubes locales y competiciones internacionales.

## Historia

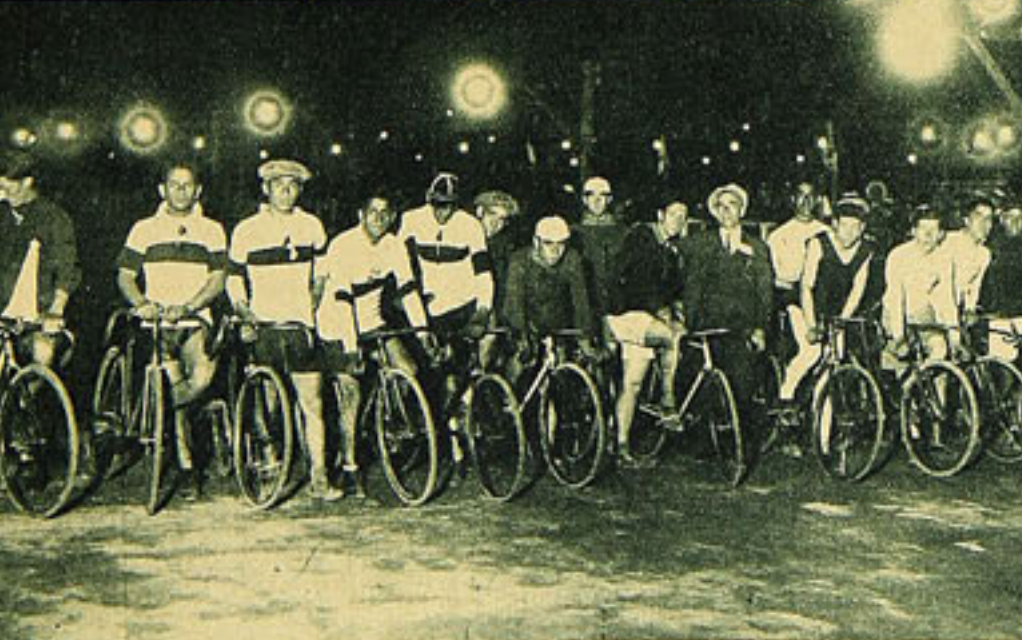
Competición nocturna en el Velódromo de los Campos de Sports.

En 1926, la Unión Ciclista de Chile llegó a un acuerdo con el administrador de los Campos de Sports de Ñuñoa por la concesión de un terreno destinado a la construcción del velódromo. Tal como ocurrió con la propiedad del estadio, el recinto pasó de manos del Arzobispado de Santiago a la Pontificia Universidad Católica en representación del Club Deportivo Universidad Católica amateur. La formalización de las escrituras se realizó en 1935. En el texto se da cuenta de las concesiones del velódromo y el Club de Tenis de Ñuñoa.
El 2 de octubre de 1927, se inauguró el velódromo con el Campeonato de Selección de Santiago. En esa misma temporada, el Club Ciclista Arco Iris organizó Las 5 horas ciclistas, competición en la cual se impusieron Bartolomé Coll y Luis Nebot de Unión Deportiva Española. De fondo se realizó la Carrera internacional de las 24 horas. Fue ganada por Juan Toujas y Carmelo Saavedra, ciclistas de Argentina. Al año siguiente se llevaron a cabo torneos como el de los 100 kilómetros ciclistas y el Festival de las 100 millas, ganado por la dupla chilena conformada por Francisco Juillet Culán, deportista que compitió en los Juegos Olímpicos de París 1924 y Ámsterdam 1928, y Fourey.